# Court Métrange
 (juin 2025).
Si vous disposez d'ouvrages ou d'articles de référence ou si vous connaissez des sites web de qualité traitant du thème abordé ici, merci de compléter l'article en donnant les références utiles à sa vérifiabilité et en les liant à la section « Notes et références ».
Le Festival Court Métrange est un festival de cinéma international qui se tient à Rennes.
Le festival est membre de l'European Fantastic Film Festivals Federation et est porté par l'association Unis Vers 7 Arrivé.

## Nature
Le festival a lieu tous les ans à Rennes.

## Historique
Le festival est fondé en 2004.